# USS Philippine Sea (CV-47)
La USS Philippine Sea (codici e numeri d'identificazione CV/CVA/CVS-47, AVT-11) è stata una delle 24 portaerei della classe Essex, costruita durante la seconda guerra mondiale per la United States Navy, la marina militare degli Stati Uniti d'America. Il suo nome, prima unità a portare tale denominazione, fa riferimento alla battaglia del Mare delle Filippine, citata anche come battaglia delle Marianne, scontro aeronavale della guerra del Pacifico combattuta tra la US Navy e la Marina imperiale giapponese tra il 19 e il 20 giugno 1944 al largo delle isole Marianne, nel quale gli Stati Uniti, vittoriosi, diedero un'importante svolta a loro favore nel prosieguo del conflitto.
Come molte altre portaerei della stessa classe, la Philippine Sea venne varata dopo il termine della seconda guerra mondiale, venendo impiegata in combattimento nel corso della guerra di Corea. Nel corso della sua vita operativa venne riclassificata, mantenendo il numero d'identificazione originario, portaerei d'attacco (CVA), poi portaerei antisommergibile (CVS), e dopo un breve periodo di dismissione dal servizio, reintegrata come portaerei ausiliaria da trasporto (AVT), Hull classification symbol AVT-11, che mantenne fino alla sua radiazione.
L'unità fu insignita di nove Battle star per il suo operato durante la guerra di Corea.
Fu demolita nel marzo 1971.